# Ranitomeya opisthomelas
Ranitomeya opisthomelas är en groddjursart som först beskrevs av George Albert Boulenger 1899.  Ranitomeya opisthomelas ingår i släktet Ranitomeya och familjen pilgiftsgrodor. IUCN kategoriserar arten globalt som sårbar. Inga underarter finns listade i Catalogue of Life.